# Ettore Rosso
Ettore Rosso (Montechino di Gropparello, 29 giugno 1920 – Monterosi, 9 settembre 1943) è stato un militare italiano, sottotenente di complemento, Medaglia d'oro al valor militare alla memoria.

## Biografia

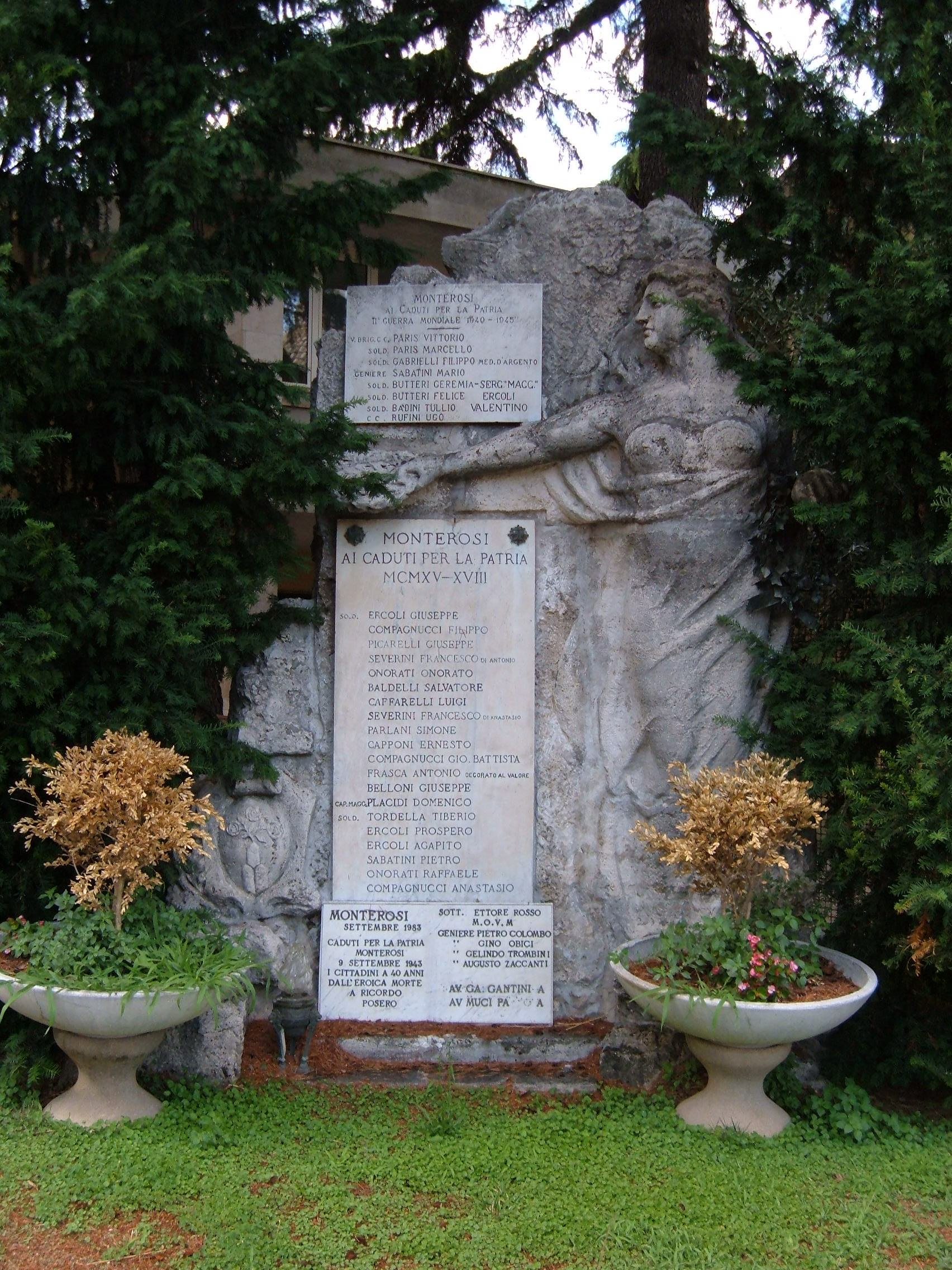
Il monumento ai caduti di Monterosi ove è riportato il nome di Ettore Rosso.

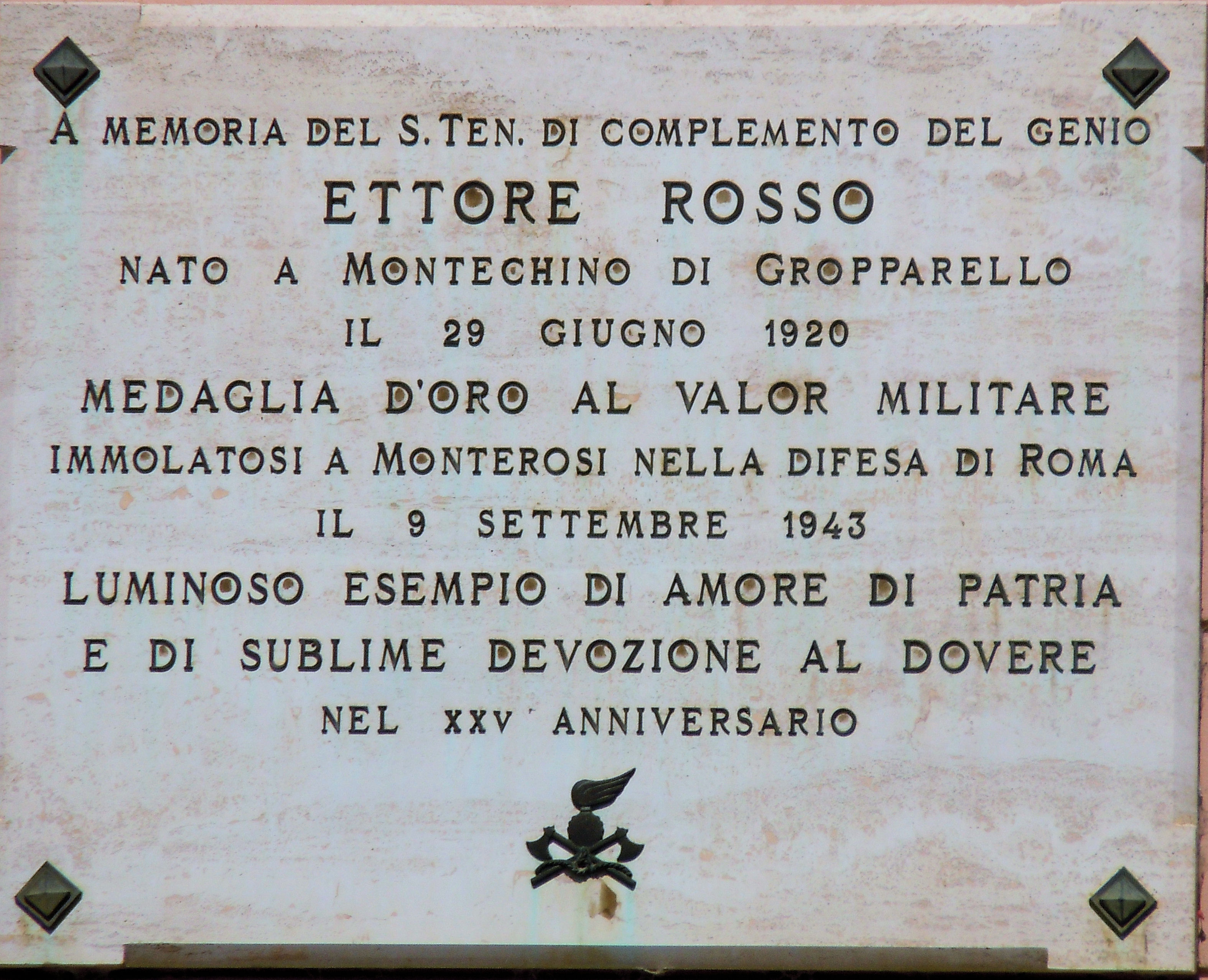
Lapide a Ettore Rosso posta sulla facciata del comune di Gropparello.

Nato in provincia di Piacenza nel 1920 è stato ufficiale di complemento. Al momento dell'armistizio era inquadrato - al comando di un plotone di guastatori dell'84º battaglione misto del Genio - nella Divisione corazzata "Ariete".
Il 9 settembre 1943, Rosso fu incaricato di predisporre sulla via Cassia uno sbarramento minato, per impedire l'avanzata sulla Capitale della 3ª Divisione tedesca "Panzergranadieren" che, dal Nord, puntava su Roma.
Rosso e i suoi uomini avevano appena cominciato a sistemare le mine quando sopraggiunsero i reparti nemici. All'intimazione di lasciare libero il passo entro 15 minuti, il sottotenente, anziché ritirarsi, con l'aiuto di quattro genieri (Pietro Colombo, Augusto Zaccani, Gino Obici e Gelindo Trombini), che si erano offerti volontari, dispose gli autocarri carichi di mine attraverso la strada per bloccare il passaggio e, allorché i tedeschi cominciarono ad avvicinarsi, fece aprire il fuoco.
Quando si rese conto che non avrebbe potuto fermare la colonna avanzante, fece saltare gli automezzi carichi d'esplosivo, sacrificandosi con i suoi genieri. La colonna tedesca subì perdite tanto gravi (pure il suo comandante saltò per aria), che fu costretta a ritirarsi, anche per l'intervento di altri reparti dell'"Ariete". Sul luogo della morte dei cinque genieri, a Monterosi è stato eretto un Sacrario che ne ricorda il sacrificio per la difesa di Roma.
Nella motivazione della decorazione concessa ad Ettore Rosso si sottolinea che l'8 settembre, "senza sbandamenti morali o crisi di coscienza, sapeva distinguere immediatamente quale fosse il suo dovere".